# 天紀增三
北冕座ν，又名BD+34 2773，HD 147749、SAO 65257、HR 6107，是北冕座的一颗恒星，视星等为5.2，位于銀經54.82，銀緯44.55，其B1900.0坐标为赤經16h 18m 35.5s，赤緯+34° 44.55′ 4″。